# E1 (기업)
E1은 대한민국의 액화 석유 가스(LPG) 제조와 판매 기업으로 LS그룹의 계열사다.

## 개요
1984년 9월 6일 여수에너지(반디가스)로 설립하여 1991년 12월 5일 상호명을 여수에너지(반디가스)에서 호유에너지로 변경하였으며, 1996년 6월 5일 상호명을 호유에너지에서 LG가스로 변경하였다. 2004년 3월 19일 상호명을 LG가스에서 E1으로 변경하였다. 2003년 11월 11일 LG그룹에서 계열 분리되었으며, 이듬해 4월 1일 LG전선그룹(현 LS그룹) 계열사로 편입되었다. 1992년 무재해 금탑 및 무재해 5배(8년) 달성상을 수상하였으며, 이듬해 LPG(액화석유가스) 도입판매량 1,000만t을 돌파하였다.
1994년 10월 업계 최초로 본사 및 여수기지 ISO(국제 표준화 기구) 9002 인증을 획득하였으며, 1천만 달러 수출탑을 수상하였다. 1997년 8월 기업공개로 주식시장에 상장되었으며, 1998년 12월에는 원전에너지(주)를 합병, 1999년 8월 안전보건관리 초일류기업 인증을 획득하였다. 2000년 11월 1억 달러 수출탑을 수상하였으며, 12월에 KGS/OHSAS 18001 안전보건경영 인증 및 2003년 6월 ISO(국제표준화기구) 9001 인증을 획득하였다. 2012년에는 여수기지 무재해 20배수(28년)를 달성하였다.

## 주요 사업
주요 사업은 LPG(프로페인·뷰테인) 수입 및 수출과 저장, 충전 및 판매 등이다. 연간 160만t 처리능력의 여수기지와 연간 200만t 처리능력의 인천기지를 보유하고 중동 산유국과의 장기계약을 바탕으로 국내 LPG 수입량의 50%를 공급하며, LPG 관련 사업을 다각적으로 전개하고 있다.

## 같이 보기
- GS칼텍스
- LS그룹
- BGF리테일